# خزه جویبار تب‌بر
خزه جویبار تب‌بر (نام علمی: Fontinalis antipyretica) نام یک گونه از سرده خزه جویبار است.